# Jean Batiste Darroquy
Jean Batiste Darroquy (n. San Juan de Luz) fue un arquitecto francés activo a finales del siglo XIX y principios del XX. Es conocido por su papel en la introducción del modernismo en la arquitectura del País Vasco. Entre sus obras más relevantes se encuentran el Teatro Campos Elíseos (1902) y la Casa Montero (1902).
Tras completar sus estudios de Arquitectura en París, es contratado por el estudio del arquitecto Luis Aladrén Mendivil e interviene en las obras del Palacio Foral entre 1890 y 1900. Al fallecer Aladrén, Darroquy asume la construcción del edificio de Montero (1901). Asimismo, diseñó casas destacadas de la región, como el chalet Hernáiz (1904) y el chalet Portillo (1904).